# James Finlayson (Industrieller)

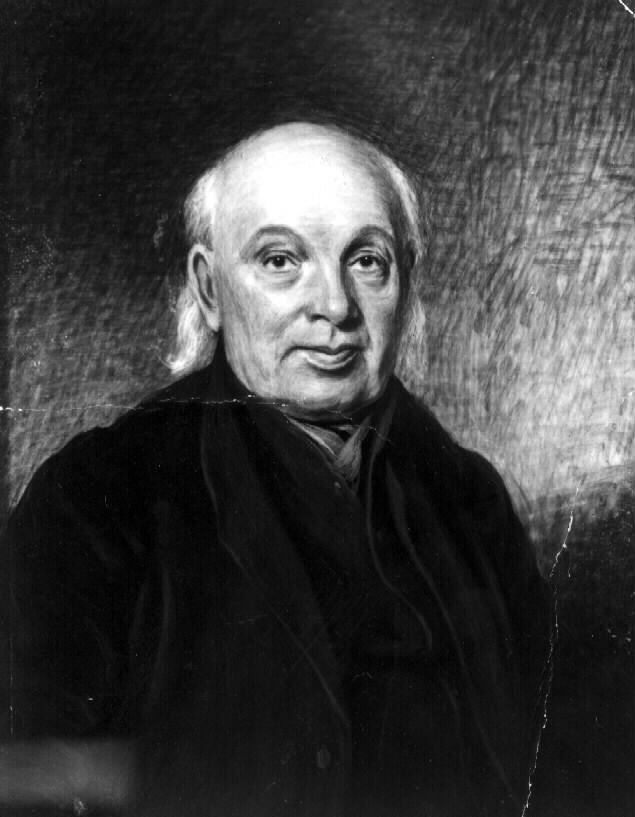
James Finlayson

James Finlayson (geboren vermutlich am 29. August 1772 in Penicuik, Schottland; gestorben vermutlich am 18. August 1852 in Edinburgh) war ein schottischer Unternehmer, der wesentlich zum Aufbau der finnischen Textilindustrie beitrug.

## Leben
Über Finlaysons Herkunft ist nichts Sicheres bekannt. Um 1800 soll er nach Russland ausgewandert sein, wo er am Petersburger Hof offenbar persönlichen Kontakt zu Zar Alexander I. pflegte, womöglich da beide eine Affinität zur Theologie der Quäker teilten, und konnte mit dessen Unterstützung den Aufbau der Baumwollindustrie in und um St. Petersburg vorantreiben.
Bei einer Reise ins Großfürstentum Finnland im Jahr 1819 erkannte er das Potential der Tammerkoski-Stromschnellen in der Stadt Tampere, die zwar bereits 1779 unter schwedischer Herrschaft gegründet worden war, sich jedoch nur zögerlich entwickelt hatte, und erlangte dank der Patronage des Zaren freie Hand für seine Pläne zur Entwicklung dieses Standorts. In den folgenden Jahren beaufsichtigte er den Aufbau eines gewaltigen Industriekomplexes, dessen Werke von der Wasserkraft des gestauten Tammerkoski angetrieben wurden. Zunächst wurde eine Wollweberei errichtet, 1828 dann eine Baumwollmühle und zwei Baumwollspinnereien. Aus Finlaysons Korrespondenz mit dem in Russland tätigen Quäkermissionar Daniel Wheeler geht hervor, dass Finlayson in Tampere auch karitative Projekte wie die Einrichtung eines Waisenhauses ins Leben rief. 1836, kurz vor der Fertigstellung des sechsstöckigen Hauptgebäudes der Fabrik, verkaufte Finlayson das Gelände an die Unternehmer Carl Samuel Nottbeck und den Hofrat Adolf Rauch, und kehrte 1838 nach Schottland zurück. Das nach ihm benannte Finlayson-Gelände entwickelte sich in der Folge zu Finnlands bedeutendstem Industriezentrum, Tampere wurde als das „Manchester des Nordens“  mit dem Spitznamen Manse bedacht. Die Textilfabrik firmiert bis heute unter dem Unternehmensnamen Oy Finlayson Ab.
Nach seiner Rückkehr nach Schottland verlieren sich die Spuren Finlaysons. Er trat, nachdem er schon Jahrzehnte mit ihnen sympathisiert hatte, in die Gesellschaft der Freunde ein und geriet offenbar in eine wirtschaftliche Notlage. Vermutlich verstarb er 1852 in Edinburgh.